# HD 36384
HD 36384，又名BD+74 252，SAO 5593、HR 1844，是一颗恒星，视星等为6.17，位于銀經138.26，銀緯21.71，其B1900.0坐标为赤經5h 26m 20.9s，赤緯+74° 21.71′ 40″。